# 石河子图书馆
石河子图书馆，是位于中国新疆生产建设兵团第八师石河子市的公共图书馆，同时也是国家一级图书馆。石河子图书馆于1979年成立，2015年迁至今址。

## 历史
石河子图书馆前身为石河子市机关图书室。1979年，成立石河子图书馆正式成立，馆址位于石河子文化馆内。建馆初期，图书馆藏书超6000册，工作人员仅1人。1980年，石河子图书馆开始利用板房租借图书。1985年，新的图书馆楼竣工。年底，石河子图书馆与文化馆分设，图书馆迁至图书馆楼内。新的图书馆位于石河子市一号小区，面积超2100平方米，此时藏书超6万册，工作人员6人。2006年前后，石河子图书馆有编制22人，藏书超15万册（件）。彼时，石河子图书馆设立为社会提供军垦文献资料的“石河子军垦文库”。也与石河子其他图书情报单位成立石河子图书情报学会，编写《中文期刊联合目录》等。
到2010年代，1980年代修建的石河子图书馆馆舍因功能、质量等原因开始无法满足需求。2012年，石河子市人民政府决定投资3200万元人民币新修建图书馆馆舍。石河子图书馆新馆舍由新疆天筑集团广联公司承建，于2013年5月动工，2014年11月竣工。石河子图书馆于2015年迁入新馆舍。2016年3月，石河子图书馆理事会成立，理事会由兵团第八师石河子市文体局领导，由图书馆有关人员、不同领域专业人士等共11人组成。同时，石河子图书馆正式对外开放。2018年，石河子图书馆开通由中国国家图书馆搭建完成的“基层数字图书馆”。除了新馆，截止2019年，石河子图书馆还在石河子市境内的街道、团场开设14家分馆。2022年，石河子图书馆、五家渠图书馆、昌吉州图书馆等实现业务数据互联互通，并实现“兵地融合通借通还”的文献信息资源共享。2023年12月，中华人民共和国文化和旅游部公布了《第七次全国县级以上公共图书馆评估定级上等级馆名单》，第八师石河子市图书馆被评为国家一级图书馆。

## 建筑规模
石河子图书馆建筑面积超过7300平方米，分为地下一层，地上五层。建筑外立面由灰白色花岗岩和玻璃幕墙装饰构成。内部除库房、行政办公区域外，设有自助图书借阅区、盲人阅读区、亲子阅读区、中小学借阅区、报刊阅览区、电子文献服务区、军垦文献室、成人借阅区、读者研讨学习区、公共活动区、文献资源加工区、网络中心机房等区域，其中借阅区分布在一楼至四楼。图书馆设计藏书40万册，另有20万册（件）电子图书，阅览座席830个。截止2016年，石河子图书馆藏书超30万册。

## 社教活动
石河子图书馆在公共假期或进行宣传时，会举办不同主题、形式的活动。如在2023年公共图书馆服务宣传周，石河子图书馆举办“光影故事会”——皮影戏表演及体验等活动；2024年元旦，石河子图书馆举办“石小图·慢悦读”直播、启智故事会、“拾光手作”剪纸送祝福等活动。